# Деменко, Борис Вадимович
Борис Вадимович Деменко (20 апреля 1941 года, Львов — 4 апреля 2021 года) — пианист, музыковед, педагог, доктор искусствоведения (1997). Профессор (2000). Член Национального союза кинематографистов Украины (НСКУ, 1991). Председатель правления Музфонда Украины (1994—1996).

## Биография
Родился 20 апреля 1941 года в городе Львов Украинской ССР.
С 1960 по 1965 год учился в Киевской консерватории (ныне Национальная музыкальная академия Украины имени П. И. Чайковского) по классам: фортепиано В. Нильсена, В. Топилина, В. Воробьева, А. Лысенко. С 1975 по 1979 год учился в аспирантуре при Московском музыкально-педагогическом институте им. Гнесиных (ныне Российская академия музыки имени Гнесиных, научный руководитель Ю. Paгс). В 1993—1996 годах прошел докторантуру при Институте искусствоведения, фольклористики и этнологии им. М. Т. Рыльского НАН Украины (научный консультант А. Костюк). В 1983 году защитил кандидатскую диссертацию на тему: «Вопросы полиритмики в теории и практике музыкального искусства (фортепианно-исполнительский аспект)». В 1997 года защитил докторскую — на тему:
«Спецификация категории времени в понятиях музыкальной науки». Получил ученую степень доктора искусствоведения.
Как пианист Борис Вадимович Деменко, является представителем «стиля аналитического экспрессионизма» (В. Сильвестров). В свое время он исполнил все произведения для фортепиано Б. Лятошинского, был первым исполнителем отдельных произведений для фортепиано Б. Буевского, В. Филипенко, В. Годзяцкого, В. Губы, Л. Грабовского, Ю. Ищенко, В. Загорцева, В. Сильвестрова, Е. Станковича, П. Соловкина, Л. Пипкова и др. Записывался на украинском радио.
Борис Вадимович снимался в кинофильмах «С тропинок на путь широкий» (к 150-летию со дня рожд. Н. Лысенко, режиссер Ю. Суярко), «Б. Н. Лятошинский»(к 100-летию со дня рождения, режиссер В. Скворцов).
С 1965 года преподавал в Харьковском институте искусств, в 1967—1970 годах — в Киевском педагогическом институте, с 1970 года — в Киевском институте культуры (ныне Киевский национальный университет культуры и искусств). В 1994—1997 годах — зав. отдела проблем культуры Научно-исследовательского центра института культуры. С 1998 года — профессор кафедры фортепиано, с 2001 года — профессор кафедры теории музыки и музыкального воспитания. Записал в фонды Украинского радио цикл Л. Пипкова «Весенние мотивы», шестнадцать метроритмическая пьес, ор. 78.
Умер 4 апреля 2021 года. Похоронен вместе с женой в колумбарии Байкового кладбища.

## Дискография
- «Борис Лятошинский, Vol. 2: Полное фортепиано S», США;
- "Борис Лятошинский: Произведения для фортепиано. Исполняет Борис Деменко ". 2005, НРУ.